# Bahram Ariana
Pour les articles homonymes, voir Ariana (homonymie).
Artesh-Boad (général d'armée), Bahram Aryana Motamed Tonekaboni (né le 17 mars 1906 à Téhéran - mort le 21 juin 1985 à Clamart) est un philosophe zoroastrien et Général d’Armée iranien, ancien Chef d’État Major des forces armées du Shah Mohammed Reza Pahlavi.

## Biographie
Né le 17 mars 1906 à Téhéran d'une mère géorgienne (descendante du roi Héraclius II) et d'un père juge il commence son éducation à l'École Militaire de Téhéran (Danescade Afsari). Après l’invasion de l’Iran par les troupes alliées en 1941, il est arrêté par l’armée britannique pour avoir résisté à l'occupation de son pays. Il continue sa carrière militaire en devenant commandant de la 1re division de la Garde Impériale.
Il poursuit son éducation militaire par un diplôme de l’École supérieure de guerre à Paris (1951-1952) et continue ses études universitaires en parallèle à sa carrière militaire. En 1955 il soutient une thèse de doctorat de droit à Paris intitulée "Napoléon et l'Orient" (publiée en 1957). Il exerça les fonctions du commandant de l’École Militaire de Téhéran, professeur d’histoire et de stratégie militaire. 
En 1955, après son poste d'Attaché militaire à Paris, il est promu Général de Brigade. En 1962, il devient commandant en chef des opérations de pacification du sud de l’Iran pour gérer la révolte de tribus (régions de Pars, Ispahan et Khouzestan) où l'Ayatollah Khomeini était déjà impliqué. Après avoir pacifié la région sans effusion de sang, il rédige une déclaration, inspirée de celle de Bonaparte durant la campagne d'Égypte. Admirateur de Napoléon, il connaît l’histoire de toutes batailles de l’Empereur et enseigne les tactiques des guerres napoléoniennes. 
À la suite de ces succès militaires dans le sud, Bahram Aryana est nommé Chef d’État Major (CEMA) de l’armée iranienne de 1965 à 1969. Durant cette période il rencontra de nombreux chefs d’État, dont notamment Richard Nixon (qui l'a reçu à la Maison Blanche), Yitzhak Rabin (qui était alors le Chef d'État Major des forces armées israéliennes) et le Général de Gaulle (durant sa visite en Iran). 
Lors de la révolution islamiste en Iran il fonde le parti de résistance anti-khomeiniste, Azadegan (littéralement "Homme Libre"), qui affichait à son apogée 12,000 sympathisants en exil et en Iran, et dont beaucoup étaient dans les forces armées. Azadegan était un mouvement d’opposition qui avait développé une structure de commandement militaire avec le soutien de groupes et d'individus allant de la gauche modérée aux monarchistes. La prise de contrôle par ses officiers d'une frégate française (le Tabarzin) livrée au régime de Téhéran en août 1981 a attiré l'attention des médias sur Azadegan et sur la résistance armée aux mollahs,. 
Le Général Aryana est décédé à Clamart le 21 juin 1985 et est enterré au cimetière du Montparnasse. Il était Grand officier de la Légion d'honneur. 
Son dernier ouvrage publié Pour une éthique iranienne était un appel à l’unité des Iraniens contre la révolution islamiste.

## Photos

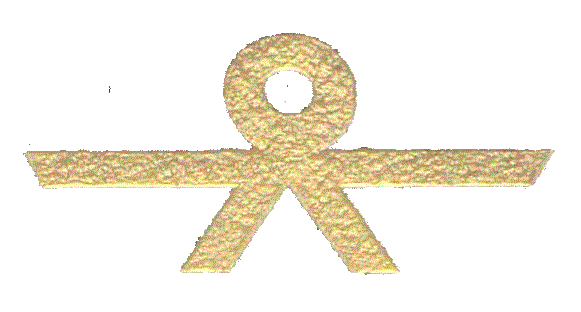
Symbole personnel du Général Aryana (Fravahar stylisé)
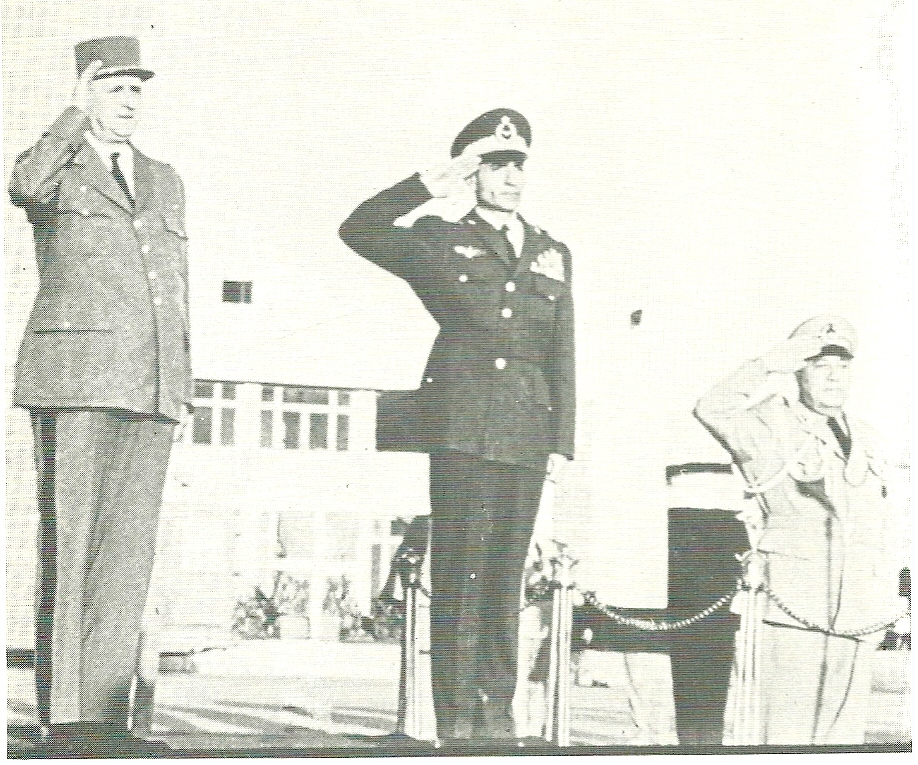
De Gaulle et Aryana